# Atak na akademię policyjną w Lahaurze
Atak na Akademię Policyjną w Lahaurze miał miejsce 30 marca 2009. W wyniku ataku na akademię zginęło 16 osób.

## Atak
Akademia Policyjna Manawan jest ośrodkiem szkoleniowym dla rekrutów policyjnych. Akademia ta została zaatakowana przez 12 agresorów o 7:30 czasu lokalnego (4:30 czasu polskiego; UTC +5). Napastnicy uzbrojeni w bron automatyczną, granaty oraz rakiety weszli do budynku w mundurach policyjnych. W czasie ataku w budynku odbywała się poranna musztra w której uczestniczyło ok. 750 nieuzbrojonych rekrutów. Napastnicy oblegli i zdobyli budynek, biorąc osoby w nim się znajdujące za zakładników. Terroryści następnie utworzyli trzy, bądź cztery miejsca obronne w tym jedno na dachu.
Po 90 minutach od ataku na miejsce oblężenia przybyły pakistańskie siły bezpieczeństwa. W akcji brał udział także śmigłowiec. Podczas akcji odbijania zakładników na miejscu operacji zebrał się tłum gapiów. Po wielogodzinnych negocjacjach i oczekiwaniach doszło do strzelaniny w której zginęło 8 terrorystów, 7 policjantów oraz cywil. 95 osób odniosło rany. Wojsko schwytało 4 napastników. Po 15 minutach walki i ośmiu godzinach okupacji o 15:30 (12:30 czasu polskiego) ośrodek został wyzwolony, a reszta zakładników była wolna.

## Odpowiedzialność za atak
Baitullah Mehsud, lider Tehrik-i-Taliban wziął na siebie odpowiedzialność za atak. Przyznał to podczas rozmowy telefonicznej z agencją Reutera. Dodał, że kolejnym jego celem jest Waszyngton.
Po ataku organizacja Fedayeen al-Islam, także powiedziała mediom, że to ona stoi za zamachem. Podała, że nie zaprzestaną ataków jeśli armia pakistańska nie opuści terenów plemiennych, a USA nie przestanie dokonywać bombardowań celów talibskich na granicy afgańsko-pakistańskiej.

## Reakcje
- Pakistan – Prezydent Asif Ali Zardari oraz premier Raza Giliani potępili atak.

Minister Spraw Wewnętrznych Rehman Malik postawił siły bezpieczeństwa w najwyższym pogotowiu. Stwierdził, że bojówki Mehsuda dążą do destabilizacji sił demokratycznych oraz powiedział, że atak był starannie przygotowany.